# Strandguldstekel
Strandguldstekel (Cleptes semicyaneus) är en insektsart som först beskrevs av Henri Tournier 1879. Arten ingår i släktet växtguldsteklar (Cleptes) och familjen guldsteklar (Chrysididae).

## Utbredning
Arten utbredningsområde täcker centrala och östra Europa. I Sverige har arten påträffats i den södra halvan av landet.

## Ekologi
Arten är en kleptoparasit på murarbin (Osmia).